# Rogatien Biaou
 (avril 2019).
Si vous disposez d'ouvrages ou d'articles de référence ou si vous connaissez des sites web de qualité traitant du thème abordé ici, merci de compléter l'article en donnant les références utiles à sa vérifiabilité et en les liant à la section « Notes et références ».
Rogatien Biaou (Savè, 19 mai 1952) est une personnalité politique béninoise.

## Biographie
Il fut ministre des affaires étrangères du Bénin du 12 juin 2003 au 16 février 2006. Il a été démis de ses fonctions par le président Mathieu Kérékou, à la suite de rumeurs disant qu'il est coupable de corruption. Par suite d'enquêtes, il a été prouvé que le ministre Biaou n'avait rien à voir avec la vente d’une partie de l’ambassade du Bénin aux Etats-Unis.